# Proteuxoa acallis
Proteuxoa acallis är en fjärilsart som beskrevs av Turner 1903. Proteuxoa acallis ingår i släktet Proteuxoa och familjen nattflyn. Inga underarter finns listade i Catalogue of Life.